# 弥彦村立弥彦中学校
弥彦村立弥彦中学校（やひこそんりつ やひこちゅうがっこう）は、新潟県西蒲原郡弥彦村にある公立中学校。

## 沿革

### 年表
- 1947年5月15日 - 弥彦村立弥彦中学校を創立。
- 1947年11月23日 - 校歌を制定。校旗を樹立。

## 教育方針

### 教育目標
- 郷土弥彦を誇りに思い、生きる力を身に付けた生徒の育成

## 校歌・生徒会歌
- 弥彦中学校　校歌
  - 作曲　小松耕輔
  - 作詞　金子彦二郎
- 弥彦中学校　生徒会歌
  - 作曲　安達信行
  - 作詞　特設委員

## 行事
- 体育祭
- 五陵祭(文化祭・音楽祭)

## 交通
- JR弥彦線矢作駅より徒歩4分

## 著名な出身者
- 山本かおる - フリーアナウンサー